# مرجع کد کمیک

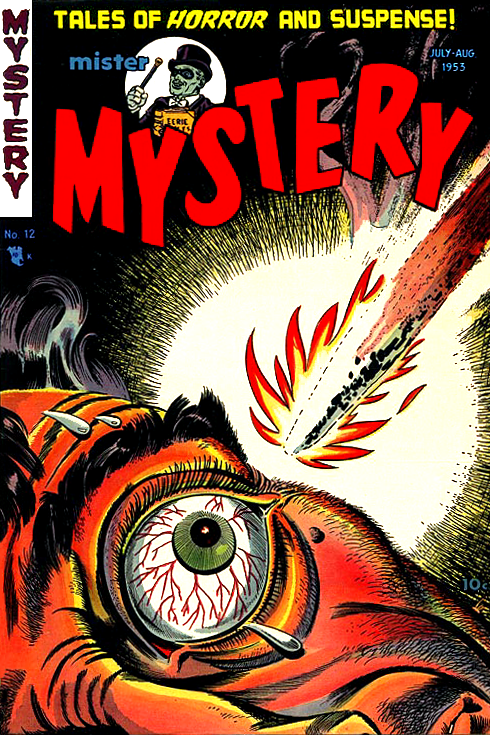
کد خودگردان

کد خودگردان کمیک (به انگلیسی: Comics Code Authority) شرکتی است که به عنوان جایگزینی برای نظارت از انجمن مجله کمیک از آمریکا در سال ۱۹۵۴ تأسیس شد. این شرکت به ناشران کمیک بوک‌های آمریکایی اجازه می‌داد که داستان‌هایی فاقد از خشونت چاپ کنند. این خشونت‌ها به صحنه‌های جنسی و صحنه‌های خشن و ترسناک خلاصه می‌شد؛ بنابراین اگر داستان‌ها حاوی هیچ‌گونه خشونتی بود، برچسبی از سوی این شرکت به نشانه تأیید در گوشه کمیک‌ها زده می‌شد و اگر داستانی از این قانون پیروی نمی‌کرد، برچسب ممنوعیت زده می‌شد.